# Schtscherbaniwka
Schtscherbaniwka (ukrainisch Щербанівка; russisch Щербановка Schtscherbanowka) ist ein Dorf in der ukrainischen Oblast Kiew mit etwa 240 Einwohnern (2001).
Auf dem Gemeindegebiet des erstmals 1196 schriftlich erwähnten Dorfes fand man zwei Siedlungen der Trypillja-Kultur. In Schtscherbaniwka wurde 2014 ein Denkmal für den im russischen Bürgerkrieg kämpfenden Ataman Selenyj (bürgerlicher Name Danylo Terpylo, ukrainisch Данило Терпило; 1886–1919) errichtet.
Die Ortschaft liegt auf einer Höhe von 101 m 10 km östlich vom Rajonzentrum Obuchiw und etwa 50 km südlich der Hauptstadt Kiew.  Südlich von Schtscherbaniwka verläuft die Territorialstraße T–10–33.
Am 12. Juni 2020 wurde das Dorf ein Teil der neugegründeten Stadtgemeinde Ukrajinka, bis dahin bildete es die gleichnamige Landratsgemeinde Schtscherbaniwka (Щербанівська сільська рада/Schtscherbaniwska silska rada) im Osten des Rajons Obuchiw.

## Söhne und Töchter der Ortschaft
- Hryhorij Kossynka (1899–1934), Publizist, Übersetzer und Prosa-Schriftsteller
- Mychajlo Horlowyj (Михайло Петрович Горловий; * 19. Oktober 1952), Bildhauer, Dichter